# 陳錚
陈公亮（1912年3月—1984年1月13日），名铮，字公亮，以字行，祖籍浙江绍兴。1912年3月生于北京，父为陈静斋。1928年入读私立华北大学，1933年入读东京法政大学，攻读法律。1937年归国后任湖北省政府专员，同年改任浙江省政府五区税务处长。1949年去台湾，任中华民国财政部、经济部顾问，1953年任中国航运公司常务董事。1984年1月13日病逝。